# Feeling B
Feeling B是一支已經解散的東德朋克摇滚乐队，于1983年成立，扎根于地下朋克现场，於1990年代解散。然而在一些场合中，乐队成员仍然舉辦个人演唱会，直到2001年11月Aljoscha Rompe因為哮喘发作，於53歲逝世為止。
主唱為Aljoscha Rompe，居住在东德的瑞士人，他的随同Christian Lorenz和Paul Landers后来成为Rammstein的键盘手和节奏吉他手。Rammstein主唱Till Lindemann在歌曲《Lied von der unruhevollen Jugend》中與Feeling B合作过，在Mutter巡演期间Rammstein演奏过这歌曲两次。
最终，Flake重新发现旧的以及部分未发行的磁带，为了將來发表，上述磁帶被重新整理，最終於2007年發布。

## 成员
- Aljoscha Rompe – 主唱
- Christian "Flake" Lorenz – 键盘手
- Paul Landers – 吉他手
- Alexander Kriening – 鼓手
- Christoph Zimmermann – 贝斯手
- Christoph "Doom" Schneider – 鼓手 (1990-1993)

## 作品列表
- 《Hea Hoa Hoa Hea Hea Hoa》（1989年）
- 《Wir kriegen Euch alle》（1991年）
- 《Die Maske des Roten Todes》（1993年）
- 《Grün & Blau》（2007年）